# Kobyla (Schlesische Beskiden)
Die Kobyla ist ein Berg in Polen. Er liegt auf dem Gemeindegebiet von Wisła. Mit einer Höhe von 802 m ist er einer der niedrigeren Berge im Rücken des Czantoria-Kamms der Schlesischen Beskiden. Der Berg liegt östlich des Hauptkamms. 

## Tourismus
In der Nähe des Gipfels verläuft ein blau markierter Wanderweg vom Zentrum Wisłas auf den Stożek Wielki.